# تعامل پروتئین-پروتئین

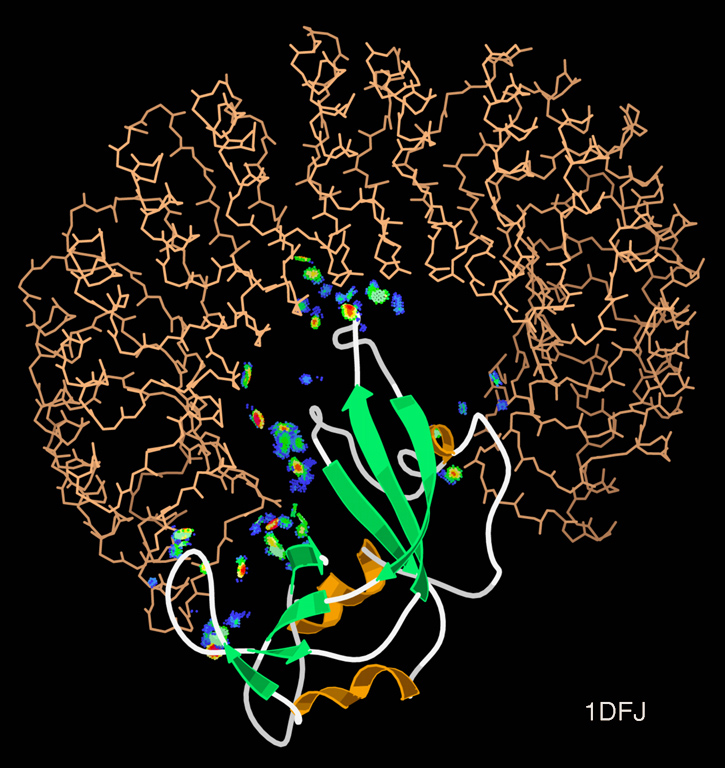
The horseshoe shaped ribonuclease inhibitor (shown as wireframe) forms a protein–protein interaction with the ribonuclease protein. The contacts between the two proteins are shown as coloured patches.

زمانی که دو یا بیش از دو پروتئین در نتیجه نیروهای الکترواستاتیک یا رویدادهای شیمیایی در تماس فیزیکی با یکدیگر قرار می‌گیرند، برهم‌کنش پروتئین–پروتئین یا تعامل پروتئین–پروتئین رخ می‌دهد. این گونه تعاملات غالباً عملکردهای زیستی را رقم می‌زنند. بسیاری از فرایندهای مولکولی مهم در سلول مانند تکثیر DNA و حتی سوخت و ساز خود پروتئین‌ها توسط کمپلکس‌های بزرگ مولکولی انجام می‌شوند که این کمپلکسها از تعداد زیادی پروتئین‌های سازمان‌دهی شده که در تعامل با یکدیگر هستند ساخته شده‌اند. ناگفته پیداست که اغتشاش در شبکه اندرکنش پروتئین‌ها می‌تواند منشأ اختلال‌ها زیستی و بیماری‌های مختلف نظیر آلزایمر و سرطان باشد.
فعل و انفعالات پروتئینها از دیدگاه زیست‌شیمی، شیمی کوانتوم، دینامیک مولکولی و انتقال پیامها مورد مطالعه قرار گرفته‌اند. با استفاده از مجموع این داده‌ها می‌توان شبکه‌های اندرکنش پروتئین‌ها را ایجاد و خصوصیات آن‌ها را از دیدگاه‌های مختلف مورد بررسی قرار داد
در واقع، تعامل بین پروتئین‌ها در هستهٔ تمام دستگاه میان‌اتمی هر سلول موجود زنده وجود دارد. این تعاملات اخیراً در فناوری نانو زیست مورد مطالعه قرار گرفته‌است.
تعاملات بین پروتئین‌ها برای اکثر عملکردهای زیست شناختی مهم هستند. به عنوان مثال، سیگنال‌های سطح خارجی یک سلول توسط تعامل پروتئینی بین مولکولهای سیگنالی به داخل سلول هدایت می‌شوند.
این فرایندرا انتقال سیگنال می‌نامند که نقش اساسی در بسیاری از فرایندهای بیولوژیکی و در بسیاری از بیمارها (به عنوان مثال سرطان) بازی می‌کند. پروتئین‌ها ممکن است برای مدت طولانی به شکل بخشی از یک کمپلکس پروتئینی در تعامل باشند. یک پروتئین ممکن است در حال حمل یکی دیگر از پروتئین هاباشد. (برای مثال، از سیتوپلاسم به هسته یا بالعکسبه وسیله ایمپورتین منافذ هسته‌ای)، یا به‌طور خلاصه یک پروتئین ممکن است با یک پروتئین دیگر تعامل داشته باشد فقط برای اینکه آن را تغییر دهد (برای مثال، پروتئین کیناز یک فسفات را به پروتئین هدف اضافه می‌کند).
این تغییر خود به خودی پروتئین می‌تواند تعامل پروتئینها را تغییر دهد. برای مثال، برخی از پروتئین‌ها با دومین SH۲ فقط زمانی به پروتئین‌های دیگرمتصل می‌شوند که در آن‌ها اسید آمینه تیروزین فسفریله شده باشد یا اینکه اسید آمینه لایزین در برومودومین استیله شده باشد. در نتیجه، تعامل پروتئین-پروتئین برای هر فرایندی در سلول زنده از اهمیت مهمی برخوردار هستند.
اطلاعات در مورد این تعاملات درک ما را از بیماری‌ها بهبود می‌بخشند و و می‌توانند پایه و اساس روش‌های جدید درمانی را فراهم کنند.

## روش‌های بررسی تعامل پروتئین-پروتئین
تعاملات پروتئینها آنقدر مهم هستند که روش‌های بسیاری برای تشخیص آن‌ها وجود دارد. هر روش می‌توان با توجه به حساسیت و ویژگی‌هایی خود دارای نقاط ضعف و قوت می‌باشد.
حساسیت بالا بدان معنی است که بسیاری از واکنش‌ها که در واقعیت رخ می‌دهد با screen تشخیص داده شود. ویژگی بالا نشان می‌دهد که بسیاری از فعل و انفعالات تشخیص داده شده توسط screen نیز در واقعیت رخ می‌دهد. روش‌هایی از قبیل مخمر دو هیبرید غربالگری برای تشخیص تعامل پروتئین‌ها می‌توانند مورد استفاده قرارگیرند. همچنین بسیاری از روشهای زیست‌فیزیکی برای بررسی ماهیت و خواص تعاملات موجود هستند. از لحاظ تئوری غالباً از نظریه گراف برای مدل کردن تعامل داده‌های بزرگ تجربی استفاده می‌کنند.

## نمایش شبکه

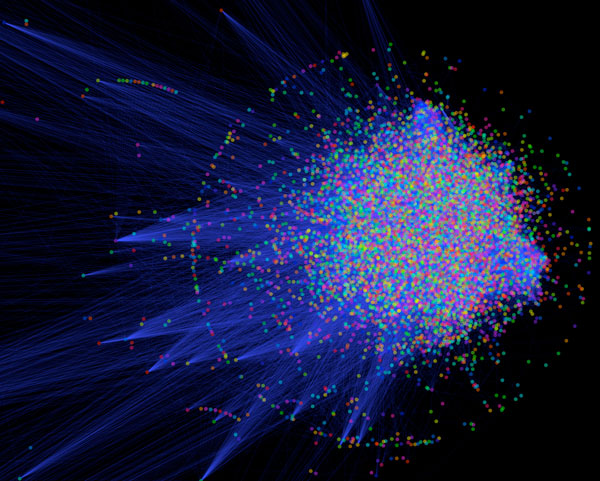
Network visualisation of the human interactome where each point represents a protein and each blue line between them is an interaction.

تجسم شبکه تعامل پروتئین‌ها یک برنامه محبوب از تکنیک‌های تجسم علمی است. اگر چه نمودار تعامل پروتئین‌ها در کتاب‌های درسی شایع هستند، اما نمودار شبکه تعامل پروتئین تمام سلول‌ها به دلیل پیچیده بودن فرایند تولیدشان زیاد استفاده نمی‌شوند.
یک نمونه ازتولید دستی نقشه تعاملات مولکولی در سال ۱۹۹۹ توسط کورت کوهن کشیده شد. در سال ۲۰۰۰ SchwikowskUetz و Fields مقاله‌ای درتعامل پروتئین - پروتئین در مخمر منتشر کردند و تعامل ۱۵۴۸ پروتئین توسط آزمون‌های دو هیبریدی را تعیین کردند. آن‌ها از یک (Sugiyama) گراف جهت دار برای تولید خودکار تصویری از شبکه استفاده کردند.

## مجموعه‌ای از پایگاه داده‌ها
روش‌های شناسایی تعامل پروتئین‌ها صدها هزار تعامل را تعریف کرده‌اند. این تعاملات در پایگاه‌های تخصصی بیولوژیکی جمع شده‌اند که امکان مطالعه بیشتر و مونتاژ تعاملات را فراهم می‌کند. اولین پایگاه داده تعامل پروتئینی DIPبود. از آن زمان پایگاه داده‌های بیشتری از تعامل پروتئین‌ها ایجاد شده‌است. از جمله BioGRID, String.
- پایگاه داده‌های اصلی بر اساس نتایج گسترده عملی به دست آمده‌است. مانند: مرجع پروتئین انسانی (HPRD).
- پایگاه داده‌های متا
- پایگاه داده تخمینی بر اساس ابزارهای محاسبات بدست آمده‌است. مانند: OPHID و STRING.